# Rasantes del sol Kreutz
Los rasantes del sol Kreutz (inglés: Kreutz sungrazers), también llamados heliorasantes, son un grupo de cometas caracterizados por unas órbitas que los llevan extremadamente cerca del sol durante el perihelio. Se cree que son fragmentos de un gran cometa que se fragmentó hace varios siglos y están bautizados en honor del astrónomo Heinrich Kreutz, quien fue el primero en demostrar que estaban relacionados entre sí.
Varios miembros de la familia Kreutz se han convertido en Grandes Cometas, visibles ocasionalmente cerca del Sol en el cielo diurno. El más reciente fue el Cometa Ikeya-Seki en 1965, que puede que fuera uno de los cometas más brillantes en el último milenio.
Desde el lanzamiento del satélite SOHO en el año 1995 se han visto caer más de 4000 cometas al candente disco solar, y se cree que un 85 % de ellos pertenecían a la "familia Kreutz". Y muchos astrónomos aficionados han tenido éxito en descubrir cometas Kreutz a partir de los datos disponibles en tiempo real vía Internet.

## Descubrimiento y observaciones históricas

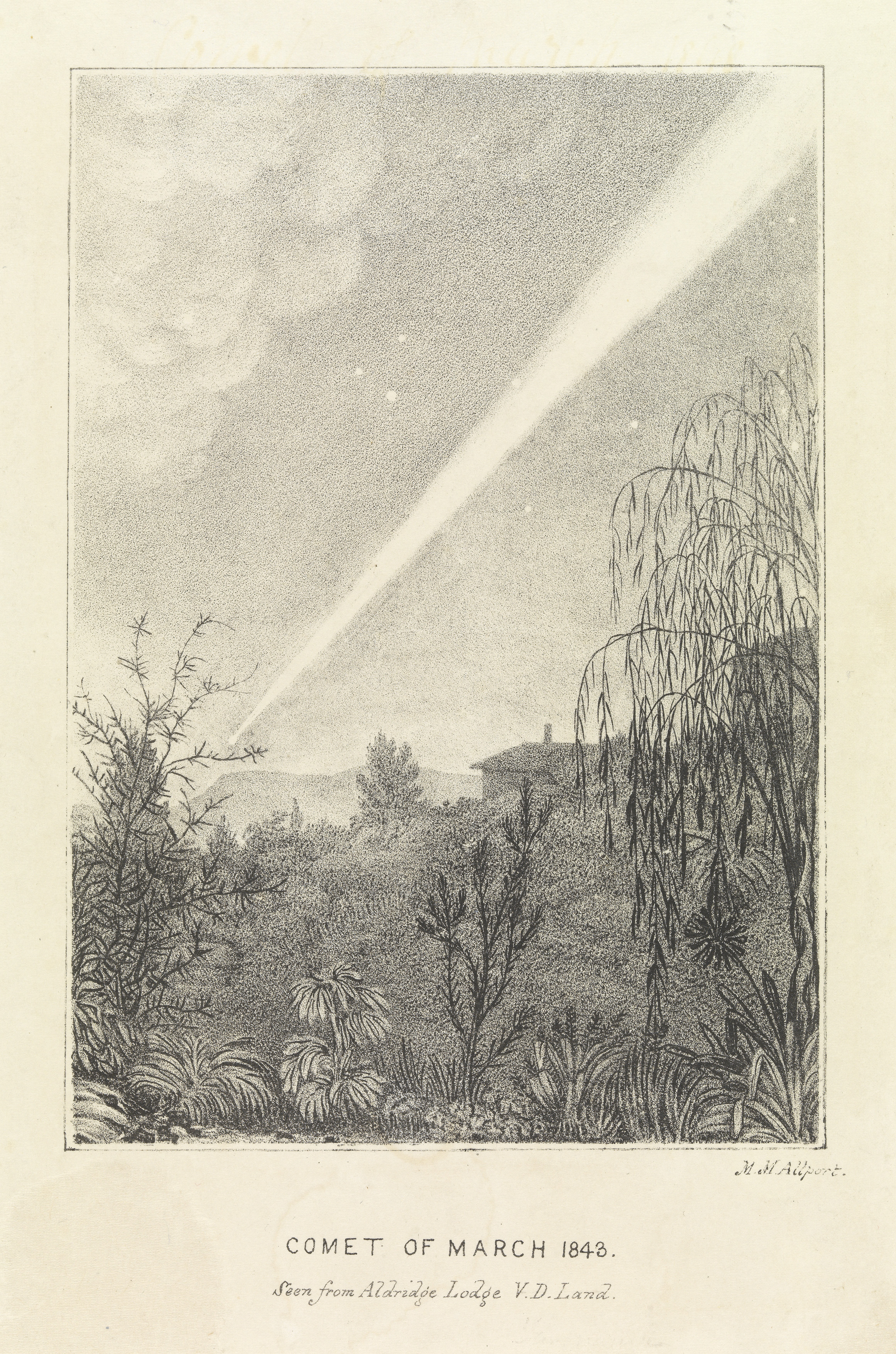
Un dibujo del Gran Cometa rasante de 1843, visto desde Tasmania.

El primer cometa cuya órbita se encontró que le llevaba extremadamente cerca del Sol fue el Gran Cometa de 1680. Este cometa pasaba a tan sólo 200 000 km (0,0013 UAs) sobre la superficie del Sol, equivalente a más o menos la mitad de la distancia entre la Tierra y la Luna. Por ello se le considera como el primer cometa rasante del sol. Su distancia en el perihelio fue de tan sólo 1,3 radios solares. Para un observador, el Sol comprendería un ángulo superior a 80° en el cielo; parecería 27 000 veces más grande brillante que visto desde la Tierra, y suministraría 37 megavatios de calor a cada metro cuadrado de la superficie del cometa.
Los astrónomos de la época, que incluían a Edmond Halley, especularon con que este cometa era el retorno del X/1106 C1, un cometa muy brillante visto en el cielo muy cerca del sol en 1106. 163 años más tarde, apareció el Gran Cometa de 1843 y también pasó extremadamente cerca del Sol. A pesar de que los cálculos orbitales indicaban que tenía un periodo de varios siglos, algunos astrónomos se preguntaron si era el regreso del cometa de 1680. Se vio otro brillante cometa en 1880 que viajaba en una órbita casi idéntica que la del de 1843, al igual que el siguiente Gran Cometa de 1882. Algunos astrónomos sugirieron que quizás todos ellos eran el mismo cometa, cuyo periodo orbital era acortado de forma drástica en cada paso por el perihelio, quizás retardado por algún tipo materia densa que rodease al Sol.
Una sugerencia alternativa fue que los cometas eran todos fragmentos de un cometa rasante anterior. Esta idea fue propuesta por primera vez en 1880, y su verosimilitud fue ampliamente demostrada cuando el Gran Cometa de 1882 se rompió en varios fragmentos tras su paso por el perihelio. En 1888, Heinrich Kreutz publicó un artículo que demostraba que los cometas de 1843, 1880  y 1882  eran fragmentos de un cometa gigante que se había fragmentado varias revoluciones antes. También demostró que el cometa de 1680 no estaba relacionado con esta familia de cometas.
Después de que otro rasante del Sol tipo Kreutz fuera visto en 1887, no apareció ninguno más hasta 1945. Dos rasantes más aparecieron en los años 60, el Cometa Pereyra en 1963 y el Cometa Ikeya-Seki, que se volvió extremadamente brillante en 1965, y se rompió en tres trozos tras su perihelio. La aparición de dos rasantes del Sol tipo Kreutz en rápida sucesión inspiró un mayor estudio de la dinámica del grupo.

## Miembros notables
Los miembros más brillantes de entre los rasantes del sol Kreutz fueron objetos espectaculares, fácilmente visibles en el cielo diurno. Los tres más impresionantes fueron el Gran Cometa de 1843, el Gran Cometa de 1882 y el Cometa Ikeya-Seki. Otro muy notable fue el Gran Cometa del eclipse de 1882.

### El Gran Cometa de 1843
El Gran Cometa de 1843 fue visto por primera vez a comienzos de febrero de ese año, tan sólo tres semanas antes de su paso por el perihelio. El 27 de febrero ya era visible en el cielo diurno, y los observadores describían una cola de 2–3º alejándose del sol, antes de perderse en el brillo del cielo diurno. Tras su paso por el perihelio, reapareció en el cielo matutino, y desarrolló una cola extremadamente larga. Estirándose más de 50° por el cielo, se calculó que la cola medía más de 480 millones de kilómetros. Mantuvo el récord de la cola cometaria más larga jamás medida hasta el año 2000, cuando se descubrió que la cola del Cometa Hyakutake se extendía casi 1000 millones de kilómetros de longitud.
El cometa fue muy destacado durante el principio de marzo, antes de apagarse hasta casi por debajo de la visibilidad del ojo desnudo a principios a abril. Fue detectado por última vez el 20 de abril. Aparentemente, este cometa causó un impacto considerable en el público, inspirando en algunos el miedo a que el día del juicio estaba próximo.

### El Gran Cometa de 1882

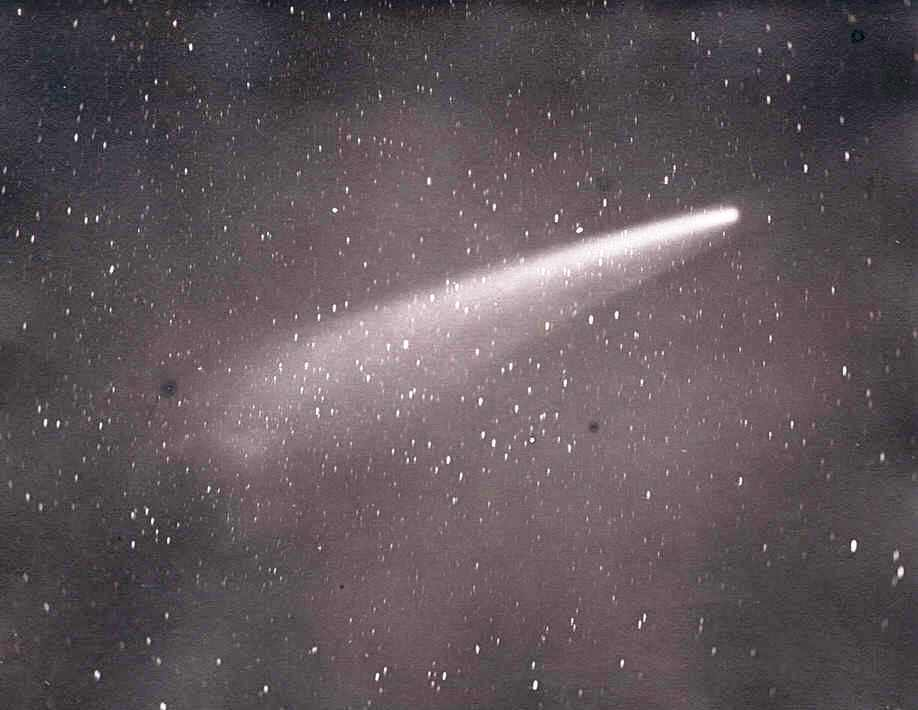
Fotografía del Gran Cometa de 1882, visto desde Sudáfrica.

Muchos observadores descubrieron de forma independiente el Gran Cometa de 1882, ya que ya era visible a simple vista cuando apareció a comienzos de septiembre de 1882, tan sólo unos pocos días antes de su perihelio. Creció rápidamente en luminosidad, y al final era tan brillante que fue visible en el cielo diurno los días 16 y 17 de septiembre, incluso a través de nubes ligeras.
Tras su paso por el perihelio, el cometa siguió brillando durante varias semanas. Durante el mes de octubre, su núcleo se fragmentó primero en dos y luego en cuatro trozos. Algunos observadores también informaron de ver manchas de luz difusas a varios grados de distancia del núcleo. El ritmo de separación de los fragmentos del núcleo era tal que su retorno será con varios siglos de diferencia, entre 670 y 960 años después de la fragmentación.

### Cometa Ikeya-Seki
El Cometa Ikeya-Seki es el rasante del sol Kreutz más brillante de tiempos recientes. Fue descubierto independientemente por dos astrónomos aficionados japoneses el 18 de septiembre de 1965, con tan sólo una diferencia de 15 minutos entre los dos, y rápidamente se le reconoció como un rasante tipo Kreutz. Aumentó de brillo rápidamente durante las cuatro semanas siguientes, mientras se acercaba al Sol, y alcanzó una magnitud aparente de 2 el 21 de octubre. Su paso por el perihelio ocurrió el 21 de octubre, y los observadores de todo el mundo pudieron observarlo a simple vista en el cielo diurno. Se estima que su magnitud fue de unos −17, mucho más brillante que la luna llena y más brillante que cualquier otro cometa visto desde 1106.
Unos astrónomos japoneses que usaban un coronógrafo vieron que el cometa se partió en tres fragmentos 30 minutos después del perihelio. Cuando el cometa reapareció en el cielo matutino a comienzos de noviembre, se detectaron rápidamente dos de estos núcleos, mientras que el tercero permaneció incierto. El cometa desarrolló una gran cola, de unos 25º de longitud, hasta que se apagó a lo largo de noviembre. Fue detectado por última vez en enero de 1966.

## Historia dinámica y evolución

Parentesco aproximado de los mayores miembros de los rasantes del Sol Kreutz. Nótese que el paso por perihelio en el cual tuvieron lugar la fragmentación no está completamente claro.

El primer intento de trazar la historia previa del grupo para identificar el cometa progenitor fue un estudio de Brian Marsden en 1967. Todos los miembros conocidos hasta 1965 tenían una inclinación orbital casi idéntica de unos 144°, así como unos valores para la longitud del perihelio muy similares entre 280° y 282°, con un par de puntos alejados posiblemente debito a cálculos de órbitas imprecisos. Para el argumento de la periapsis y la longitud del nodo ascendente existía un mayor rango de valores.
Marsden descubrió que los Kreutz Sungrazers se podían separar en dos grupos, con pequeñas diferencias en los elementos orbitales, lo que implicaba que la familia resultó de fragmentaciones en más de un perihelio. Reconstruyendo hacia atrás las órbitas del Ikeya-Seki y del Gran Cometa de 1882, Marsden descubrió que en el paso por perihelio previo la diferencia entre sus elementos orbitales era del mismo orden de magnitud que la diferencia entre los elementos de los fragmentos del Ikeya-Seki después de que se rompiera. Esto significa que era realista considerar que fueran dos partes de un mismo cometa que se hubiera roto una órbita antes. El mejor candidato para cometa progenitor era el que fue visto en 1106: el periodo orbital del Ikeya-Seki daba un paso por perihelio anterior casi en el momento exacto, y aunque la órbita del Gran Cometa de 1882 implicaba un paso por perihelio unas pocas décadas más tarde, tan sólo se requeriría un pequeño error en los elementos orbitales para que todos coincidieran.
Los rasantes del Sol de 1689, 1702 y 1945 también parecían estrechamente relacionados con los de 1882 y 1965, aunque sus órbitas no estaban lo suficientemente bien determinadas para establecer si se separaron del cometa padre en 1106, o en el paso por el perihelio anterior a ese, en algún momento del siglo IV a. C. Este subgrupo se denomina Subgrupo I.
Los rasantes del Sol de 1843 y 1963 también parecía que estaban muy relacionados, aunque cuando sus órbitas se rastrean al perihelio anterior, las diferencias entre los elementos orbitales todavía son bastante grandes, lo que probablemente implica que se separaron en la revolución anterior a esa. No parece que estén relacionados con el cometa de 1106, sino más bien con otro cometa que apareció unos 50 años antes de ese. Los rasantes del Sol de 1668, 1695, 1880 y 1963 también son miembros de este subgrupo, llamado Subgrupo II, que probablemente resultaron de la fragmentación en el perihelio anterior a ese. El Cometa White-Ortiz-Bolelli, que fue visto en 1970, está más relacionado con este grupo que con el Subgrupo I, pero parece que se haya separado en la órbita anterior a la de los otros fragmentos.
Se cree que la diferencia entre los dos subgrupos implica que provienen de dos cometas-padre diferentes, los cuales eran parte de un cometa "abuelo" que se fragmentó varias revoluciones antes. Un candidato posible para el abuelo es un cometa observado por Aristóteles y Ephorus en el 371 a. C. Ephorus afirmaba que había visto como este cometa se partía en dos. El cometa original debía ser realmente grande, quizás de unos 100 km de diámetro (en comparación, el núcleo del Cometa Hale-Bopp tenía unos 40 km de ancho).
Aunque su órbita es bastante diferente a la de los dos grupos principales, es posible que el cometa de 1680 también esté relacionado con los rasantes del Sol tipo Kreutz mediante una fragmentación hace muchas órbitas.
Los rasantes del Sol tipo Kreutz probablemente no son un fenómeno único. Los estudios muestran que para los cometas con una alta inclinación orbital y distancias de perihelio inferiores a 2 UA, el efecto acumulativo de las perturbaciones gravitacionales tiende a convertirlos en cometas rasantes. Según un estudio, el cometa Hale-Bopp tiene un 15 % de posibilidades de terminar por convertirse en un cometa rasante del Sol.

## Observaciones actuales
Hasta tiempos muy recientes, habría sido posible que algún miembro de la familia Kreutz pasase por el Sistema Solar interior sin ser visto, si su perihelio tuviera lugar entre mayo y agosto. En este periodo, visto desde la Tierra, el cometa se acercaría y alejaría casi directamente desde detrás del sol, y sólo sería visible cuando estuviese extremadamente cerca del Sol y si fuera muy brillante. Tan sólo una coincidencia extraordinaria como la del Cometa del Eclipse de 1882 y un eclipse solar total permitirían su descubrimiento.
Sin embargo, durante los años 80, dos satélites de observación solar descubrieron por azar varios miembros nuevos de la familia Kreutz, y desde el lanzamiento del satélite de observación solar SOHO en 1995, se ha podido observar cometas muy cerca del Sol en cualquier momento del año. El satélite permite una visión constante de las inmediaciones del Sol, y SOHO ya ha descubierto varios cientos de nuevos cometas rasantes, algunos de tan sólo unos pocos metros de diámetro. Alrededor del 84 % de los rasantes del Sol descubiertos por SOHO son miembros del grupo Kreutz, a los otros se les llama rasantes del Sol 'no-Kreutz' o 'esporádicos'. Ninguno de los rasantes vistos por SOHO ha sobrevivido a su paso por el perihelio; algunos han caído directamente en el Sol, pero la mayoría simplemente se han evaporado completamente.
En 1991 el astrónomo aficionado John E. Bortle (famoso por haber establecido la Escala de cielo oscuro de Bortle) publicó un estudio titulado “Post-Perihelion survival of comets with small q”  en el que establece una fórmula empírica que permite estimar si un cometa, que es la primera vez que se acerca al Sol, sobrevivirá a su paso por el perihelio o perecerá desintegrado.
La expresión dice que un cometa cuyo perihelio tenga lugar a una distancia q (unidades astronómicas) del Sol probablemente sobrevivirá si su magnitud absoluta {\displaystyle H_{10}} es menor (brillo mayor) que 7 + 6 q
{\displaystyle H_{10}<7.0+6q\rightarrow } Probable supervivencia
En 2019 el astrónomo Zdenek Sekanina del Jet Propulsion Laboratory publicó mejores estimaciones de supervivencia en el documento 1I/’Oumuamua and the Problem of Survival of Oort Cloud Comets Near the Sun

Más del 75 % de los rasantes del Sol hallados por SOHO han sido descubiertos por astrónomos aficionados, que analizan las observaciones del SOHO vía internet. Algunos aficionados han hecho un número importante de descubrimientos, como Rainer Kracht de Alemania, con 176 identificaciones, y Michael Oates de Reino Unido con 144 descubrimientos.  Hasta el 10 de agosto de 2006, se han identificado 1000 rasantes Kreutz.
Las observaciones de SOHO muestran que los rasantes del Sol llegan frecuentemente en parejas con tan sólo unas horas de diferencia. Estas parejas son demasiado frecuentes como para ocurrir por casualidad, y no pueden deberse a roturas en la órbita previa, ya que los fragmentos ya estarían separados por distancias mucho mayores. En cambio, se piensa que las parejas resultan de fragmentaciones muy lejos del perihelio. Se ha observado que muchos cometas se fragmentan lejos del perihelio, y parece que este es el caso de los rasantes tipo Kreutz, una fragmentación inicial cerca del perihelio puede ser seguida por una cascada de roturas a lo largo del resto de la órbita.
El número de cometas descubiertos en el Subgrupo I es cuatro veces mayor que el número de los del Subgrupo II. Esto sugiere que el cometa "abuelo" se partió en dos cometas padres de tamaños desiguales.

## Futuro de los rasantes del Sol Kreutz
En el aspecto dinámico, los rasantes del Sol Kreutz podrían continuar siendo una familia reconocible durante muchos miles de años. Finalmente sus órbitas se dispersarán debido a perturbaciones gravitacionales, aunque dependiendo del ritmo de fragmentación de las partes actuales, el grupo podría destruirse antes de que se disperse gravitacionalmente. El continuo descubrimiento de un gran número de miembros menores por SOHO sin duda llevará a una mejor comprensión de cómo se fragmentan los cometas para formar familias.
El último rasante del Sol Kreutz que brilló fue el Cometa White-Ortiz-Bolelli en 1970. Es imposible estimar las posibilidades futuras de algún otro cometa tan brillante, pero, ya que por lo menos 10 de ellos han alcanzado la visibilidad a simple vista durante los últimos 200 años, parece casi seguro que en algún momento próximo llegará otro gran cometa de la familia Kreutz.